# 아산 바자예프
아산 톨레게노비치 바자예프(카자흐어: Асан Төлегенұлы Базаев 아산 퇼레게눌르 바자예프, 러시아어: Аса́н Толегенович База́ев, 1981년 2월 22일~)는 카자흐스탄의 사이클 선수이다.